# شلپتسیگ
شلپتسیگ (به آلمانی: Schlepzig) یک شهر در آلمان است که در دامه-اشپریوالد واقع شده‌است. شلپتسیگ ۶۵۲ نفر جمعیت دارد.